# Виньялс, Жорди
Хорди Виньялс Мартори (род. 24 ноября 1963, Кардедеу, Испания) — бывший испанский футболист, игравший на позиции полузащитника, в настоящее время является главным тренером клуба Суперлиги «Чжэцзян Гринтаун».

## Футбольная карьера
Виньялс тренировался в низших командах «Барселоны», с которым он сыграл 14 официальных матчей, позже он играл в испанской Примере с «Сабадель» (1987—1988), «Кастельон» (1988—1989), с которым он был переведён в испанскую Примеру, «Реал Овьедо» (1989—1990, 1991—1994) и «Реал Бетис» (1990—1991), выступая в стартовом составе практически во всех из них.
В период с 1994 по 1996 год он был игроком «Вильярреала» в испанской Сегунде, а позже играл в том же дивизионе с «Террассой» и «Фигерас», где, наконец, завершил карьеру.

## Тренерская карьера
В качестве тренера Виньялс работал в различных клубах испанской Сегунды Б и испанской Терсеры: «Вильярреал B» (2000—2001), «Паламос» (2003), «Химнастик» (2003—2004), «Альхесирас» (2004—2005), «Террасса» (2005—2006), «Реал Хаэн» (2006—2007), «УЭ Кастельдефельс» (2007—2008), «Кастельон» (2010), «Оспиталет» (2009—2010, 2011—2012).
В 2012 году он сменил Оскара Гарсию на посту тренера «Барселоны» (мол.). Во время первого сезона он добился отличных результатов, сумев занять первое место в группе III Молодежной лиги Испании, хотя его команду выбыли из Кубка Чемпионов и Молодёжного кубка Испании в четвертьфинале. В сезоне 2013/2014 юные блауграны в очередной раз были провозглашены чемпионами Молодежной лиги Испании. Наряду с этим произошёл один из величайших подвигов молодёжной академии «Барселоны», когда они стали чемпионами Юношеской лиги УЕФА победив «Бенфику» в финале со счётом 0-3.
В феврале 2015 года он покинул молодёжную команду «Барселоны», чтобы возглавить «Барселону Б» после ухода Эусебио Сакристана. В июле того же года он был уволен. Его заменил Херард Лопес.
В декабре 2015 года, он стал главным тренером китайского клуба «Циндао Хуанхай». Он был уволен в июле 2019 года.
В январе 2021 года он подписал новый контракт с клубом Суперлиги «Чжэцзян Гринтаун».

## Тренерская статистика
| Команда           | Период     | Показатели | Показатели | Показатели | Показатели | Показатели | Показатели | Показатели |
| Команда           | Период     | М          | В          | Н          | П          | МЗ         | МП         | %          |
| ----------------- | ---------- | ---------- | ---------- | ---------- | ---------- | ---------- | ---------- | ---------- |
| Вильярреал B      | 2000-2001  | 30         | 26         | 2          | 2          | 142        | 34         | 86,7 %     |
| Паламос           | 2003       | 1          | 0          | 1          | 0          | 1          | 1          | 0 %        |
| Химнастик         | 2003-2004  | 44         | 22         | 12         | 10         | 66         | 39         | 50 %       |
| Альхесирас        | 2004-2005  | 21         | 7          | 7          | 7          | 16         | 19         | 33,3 %     |
| Террасса          | 2005-2006  | 26         | 10         | 6          | 10         | 32         | 25         | 38,5 %     |
| Реал Хаэн         | 2006-2007  | 38         | 16         | 14         | 8          | 49         | 40         | 42,1 %     |
| УЭ Кастельдефельс | 2007-2008  | 21         | 7          | 7          | 7          | 23         | 25         | 33,3 %     |
| Оспиталет         | 2009-2010  | 44         | 26         | 15         | 3          | 80         | 21         | 59,1 %     |
| Кастельон         | 2010       | 12         | 4          | 1          | 7          | 15         | 19         | 33,3 %     |
| Оспиталет         | 2011-2012  | 43         | 20         | 11         | 12         | 54         | 47         | 46,5 %     |
| Барселона (мол.)  | 2012-2015  | 16         | 11         | 4          | 1          | 42         | 15         | 68,8 %     |
| Барселона Б       | 2015       | 18         | 2          | 4          | 12         | 23         | 40         | 11,1 %     |
| Циндао Хуанхай    | 2015-2019  | 114        | 59         | 21         | 34         | 217        | 167        | 51,8 %     |
| Чжэцзян Гринтаун  | 2021-н. в. | 105        | 60         | 26         | 19         | 197        | 104        | 57,14 %    |
| Всего             | Всего      | 533        | 270        | 131        | 132        | 957        | 596        | 43,69 %    |

## Достижения

### Достижения в качестве тренера
Барселона (мол.):
- Победитель Юношеской лиги УЕФА 2013/14